# Escudo de Róterdam
El escudo de Róterdam es uno de los símbolos oficiales de dicha ciudad neerlandesa. Los colores que gobiernan el escudo son el verde y el blanco. El primero de estos simboliza a la Corte de Wena (tradicional castillo que se ubicaba en el centro de la ciudad), mientras que el blanco a las aguas del río Rotte (pese a una difundida creencia popular según la cual el verde simbolizaría las orillas del mismo río).

## Historia
Según la tradición, el escudo de Róterdam fue otorgado por el conde Guillermo III de Holanda y Henegouwen en agradecimiento a la ciudad por el apoyo brindado en su lucha contra Flandes en 1304. Los leones del acuartelado serían dos leones holandeses rojos y dos leones flamencos negros, que juntos forman el escudo de armas de Henao, aunque se desconoce la veracidad de dicha afirmación. En cualquier caso, hay consenso en que las fechas indicadas son erróneas, puesto que Róterdam no recibió la carta de ciudad sino hasta 1340. Lo que sí es cierto es que en el sello de Róterdam a partir de 1351 ya aparecen representados los cuatro leones.
En la época del dominio francés, el escudo de armas estaba provisto de una jefe con tres abejas de oro sobre un campo de gules. Esta ornamentación demostraba que la ciudad pertenecía a la categoría de «bonnes villes», designación francesa para las buenas villas del Imperio. El escudo de la ciudad también recibió una corona mural con un águila imperial francesa en la parte superior.
Finalizado el dominio francés, la ciudad recibió un nuevo escudo de armas muy similar al utilizado de forma previa a la introducción del escudo napoleónico. El nuevo escudo presentaba a su vez una serie de modificaciones en comparación con el usado previamente: el soporte pasó a ser de dos leones rampantes que sobre hierba miraban al espectador. A su vez, al timbre se agregó una corona condal. Este escudo fue concedido por cédula real de 16 de julio de 1816.
Después de la Segunda Guerra Mundial, se añadió al escudo de armas de Róterdam el lema Sterker door strijd («Más fuerte mediante la lucha»), otorgado en 1948 por la reina Guillermina. Previo a ello, la ciudad tenía un lema diferente: Navigare necesse est.

## Descripción oficial
La descripción oficial del escudo establece el siguiente blasonamiento:

Doorsneden; I gevierendeeld; 1 en 4 in goud een gaande leeuw van sabel, getongd en genageld van keel; 2 en 3 in goud een gaande leeuw van keel, getongd en genageld van azuur; II in sinopel een paal van zilver. Het schild gedekt door een gouden kroon met vijf bladeren en vier parels. Schildhouders; twee klimmende leeuwen van natuurlijke kleur, getongd van keel; het geheel staande op een muur van gemetselde stenen, waartegen golven spoelen. Wapenspreuk ; 'Sterker door strijd' in letters van sabel op een wit lint langs de muur. 
 
 Cortado. I: cuartelado; el primer y cuarto cuartel de oro, con un león pasante de sable, lampasado y armado de gules; el segundo y tercer cuartel de oro, con un león pasante de gules, lampasado y armado de azur; II: Campo de sinople con palo de plata. El escudo timbrado por una corona de oro cinco hojas y cuatro perlas. Soporte; dos leones rampantes de color natural, lampasados de gules; todo ello apoyado sobre un muro de piedras y ladrillo contra el que chocan las olas. Lema; «Sterker door strijd» en letras de sable sobre una cinta blanca a lo largo del muro.

## Galería

El escudo de 1816.
El escudo de armas de Róterdam en la época del dominio francés (1813).
Versión simplificada del escudo.
La diócesis de Róterdam utiliza los colores del escudo de armas de la ciudad.